# Официальные коктейли IBA

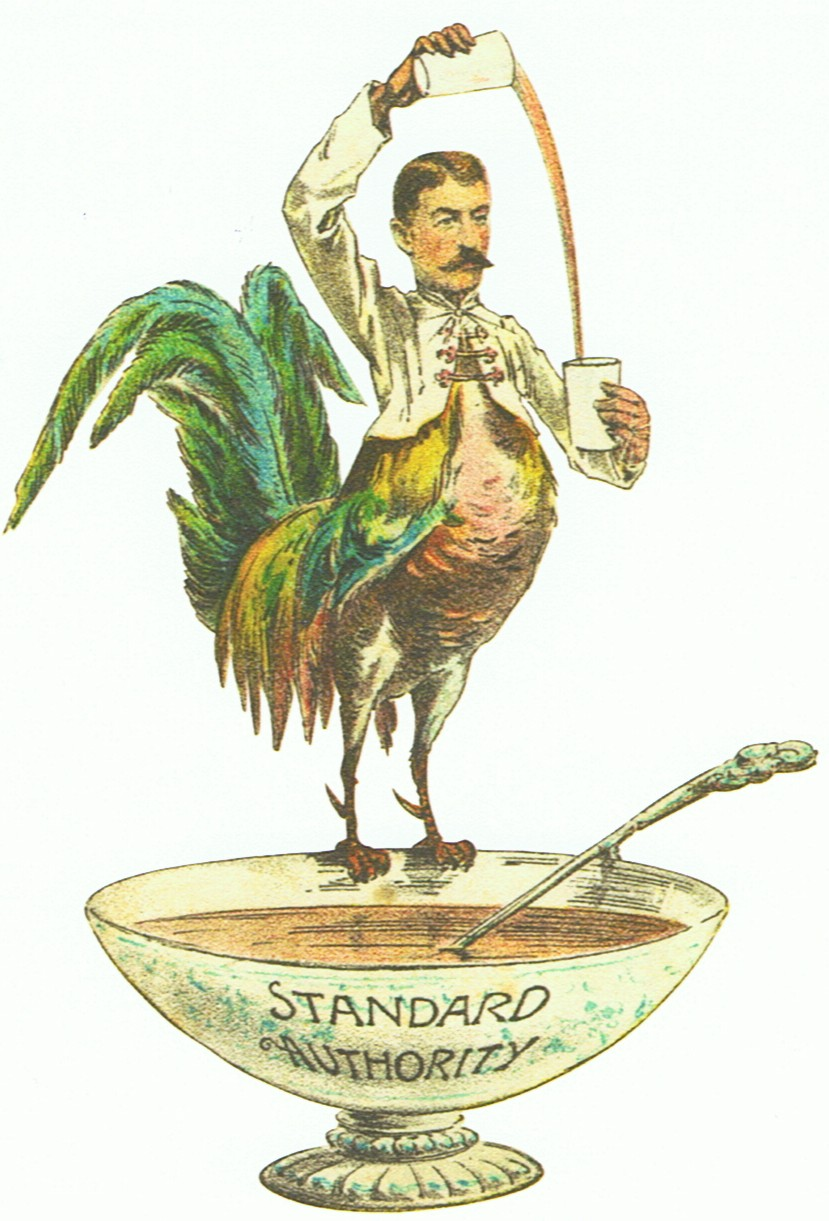
Уильям Бутби — американский бармен (карикатура; Сан-Франциско, 1891)

Официа́льные кокте́йли IBA (англ. IBA official cocktails) — коктейли, включённые Международной ассоциацией барменов (IBA) в список коктейлей, которые разрешается смешивать во время проведения международных конкурсов коктейлей (World Cocktail Competition, WCC). Коктейли, включённые в данный список, являются наиболее популярными и распространёнными в мире, а рецепт их приготовления, по версии IBA, для защиты прав клиентов приведён к единому стандарту. Идея стран — участниц IBA заключалась в том, что клиент, посетив бар в любой точке планеты, может заказать коктейль из официального списка, рецептура и способ приготовления которого не будут иметь различий в зависимости от выбранного им бара. Поддержка Ассоциации заключается в проведении тренингов, в которых могут участвовать страны — члены Международной ассоциации барменов (IBA), а также ежегодного Международного конкурса коктейля (WCC/WFC), который проходит в стране, избранной советом IBA.

## История
Международная ассоциация барменов создана 24 февраля 1951 года в салоне Гранд Отеля (город Торки, Великобритания). Изначально в её составе было семь стран-участниц. Члены IBA отобрали (по их мнению) лучшие творения барменского искусства, которые смешивались во многих престижных барах мира. Первоначально члены Ассоциации утвердили список из шестидесяти «Официальных коктейлей IBA», однако впоследствии количество участников увеличилось, а официальный список претерпел изменения: одни коктейли были исключены, другие добавлены. По состоянию на 2021 год в Ассоциацию входят национальные организации 64 стран (штаб-квартира Ассоциации зарегистрирована в Сингапуре), а количество официальных коктейлей IBA составляет 90, из них 64 — испытанная временем и модой легендарная классика.
Основанная в 1992 году Барменская ассоциация России с 1997 года является действительным членом IBA (англ. International Bartenders Association) — Международной ассоциации барменов.

## Список коктейлей
В списке IBA коктейли разделены на 3 категории: The Unforgettable (незабываемые), Contemporary Classics (современная классика), New Era Drinks (напитки новой эры).

### Незабываемые[8]
| Изображение | Название                                 | Оригинальное название                                     | Описание | Метод приготовления                                                          |
| ----------- | ---------------------------------------- | --------------------------------------------------------- | --- | ---------------------------------------------------------------------------- |
|             | «Авиация»                                | англ. Aviation                                            | Коктейль на весь день на основе джина, вишнёвого ликёра мараскино, фиалкового ликёра Crème de Violette и лимонного сока.                                                   | шейк & стрейн.                                                               |
|             | «Американо»                              | итал. Americano                                           | Коктейль-аперитив итальянского происхождения на основе красного вермута и кампари.                                                                                         | билд со льдом.                                                               |
|             | «Белая леди»                             | англ. White lady                                          | Сауэр коктейль на основе джина и ликёра Куантро или Трипл-сека. | шейк & стрейн.                                                               |
|             | «Бренди Александр», реже «Александр № 2» | англ. Brandy Alexander                                    | Коктейль со сливками (коктейль на весь день) на основе коньяка и шоколадного ликёра.                                                                                       | шейк & стрейн.                                                               |
|             | «Бренди-краста»                          | англ. Brandy Crusta                                       | Сауэр коктейль на основе бренди и ликёра Мараскино. | шейк & стрейн.                                                               |
|             | «Бульвардье»                             | англ. Boulevardier                                        | Коктейль-аперитив на основе бурбона, сладкого вермута и Кампари. | билд со льдом.                                                               |
|             | «Виски сауэр»                            | англ. Whiskey sour                                        | Сауэр коктейль на основе виски, лимонного сока, сахарного сиропа. | шейк & стрейн.                                                               |
|             | «Гланды обезьянки»                       | англ. Monkey Gland, дословный перевод — «Железа обезьяны» | Коктейль на весь день на основе джина, апельсинового сока, абсента и гренадина.                                                                                            | шейк & стрейн.                                                               |
|             | «Дайкири»                                | исп. Daiquirí                                             | Коктейль-аперитив, представитель семейства алкогольных коктейлей кубинского происхождения, основными компонентами которых являются светлый ром, сок лайма и сахар.         | шейк & стрейн.                                                               |
|             | «Джин-физ»                               | англ. Gin Fizz                                            | Коктейль лонг дринк на основе джина, лимонного сока, сахарного сиропа и газированной воды.                                                                                 | шейк & стрейн (кроме содовой, которую доливают в бокал с готовым коктейлем). |
|             | «Джон Коллинз»                           | англ. John Collins                                        | Коктейль лонг дринк на основе джина, лимонного сока, сахара и газированной воды.                                                                                           | билд со льдом.                                                               |
|             | «Казино»                                 | англ. Casino                                              | Коктейль на весь день на основе джина, мараскина, апельсинового биттера и лимонного сока.                                                                                  | шейк & стрейн.                                                               |
|             | «Клевер Клуб»                            | англ. Clover Club                                         | Коктейль на весь день на основе джина, лимонного сока, малинового сиропа и яичного белка, который добавляется для образования характерной пены.                            | шейк & стрейн.                                                               |
|             | «Лицо ангела»                            | англ. Angel Face                                          | Коктейль на весь день на основе джина, абрикосового бренди и кальвадоса.                                                                                                   | шейк & стрейн.                                                               |
|             | «Манхэттен»                              | англ. Manhattan                                           | Коктейль-аперитив на основе бурбона, сладкого красного вермута и биттера.                                                                                                  | стир & стрейн.                                                               |
|             | «Мартини»                                | англ. Dry Martini                                         | Коктейль-аперитив, традиционно на основе джина и вермута. | стир & стрейн.                                                               |
|             | «Между простынями»                       | англ. Between the Sheets                                  | Коктейль на весь день на основе светлого рома, коньяка, трипл-сека и лимонного сока.                                                                                       | шейк & стрейн.                                                               |
|             | «Мартинес»                               | англ. Martinez                                            | Коктейль-аперитив на основе джина, сладкого красного вермута и апельсинового биттера.                                                                                      | стир & стрейн.                                                               |
|             | «Мэри Пикфорд»                           | англ. Mary Pickford                                       | Коктейль на весь день на основе светлого рома, ананасового сока, гренадина и мараскина.                                                                                    | шейк & стрейн.                                                               |
|             | «Негрони»                                | англ. Negroni                                             | Коктейль-аперитив на основе джина и вермута. | билд со льдом.                                                               |
|             | «Олд фешен»                              | англ. Old Fashioned — старомодный, на прежний манер       | Коктейль-аперитив на основе бурбона, скотча или ржаного виски. | билд.                                                                        |
|             | «Парадис»                                | англ. Paradise                                            | Коктейль на весь день на основе джина, абрикосового ликёра и апельсинового сока.                                                                                           | шейк & стрейн.                                                               |
|             | «Плантаторский пунш»                     | англ. Planter's Punch                                     | Коктейль лонг дринк на основе тёмного рома, фруктовых соков, гренадина, сахарного сиропа и ангостуры.                                                                      | шейк & стрейн.                                                               |
|             | «Порто-флип»                             | англ. Porto flip                                          | Коктейль лонг дринк на основе портвейна и бренди, разновидность флипа. | шейк & стрейн.                                                               |
|             | «Последнее слово»                        | англ. Last word                                           | Крепкий коктейль с зелёным ликёром Шартрез |                                                                              |
|             | «Помни Мэн»                              | англ. Remember the Maine                                  | Коктейль, сочетающий идеи коктейлей «Манхэттен» и «Сазерак», назван в честь слогана испано-американской войны: "Remember the Maine, to Hell with Spain!"                   | стир & стрейн.                                                               |
|             | «Рамоз Физ»                              | англ. Ramos gin fizz                                      | Коктейль лонг дринк на основе джина, соков лимона и лайма, сахарного сиропа, сливок, яичного белка и газированной воды с добавлением апельсиновой воды и экстракта ванили. | шейк & стрейн.                                                               |
|             | «Ржавый гвоздь»                          | англ. Rusty Nail                                          | Коктейль-дижестив (десертный) на основе скотча и драмбуи. | билд со льдом.                                                               |
|             | «Сазерак»                                | англ. Sazerac                                             | Коктейль-дижестив (десертный) на основе коньяка или виски. | стир & стрейн.                                                               |
|             | «Сайдкар»                                | англ. Sidecar — коляска для мотоцикла                     | Классический коктейль на весь день, традиционно смешиваемый из коньяка, апельсинового ликёра (Куантро, Grand Marnier или других трипл секов) и лимонного сока.             | шейк & стрейн.                                                               |
|             | «Смокинг»                                | англ. Tuxedo                                              | Коктейль на весь день на основе джина, сухого вермута, ликёра Мараскино, абсента и апельсинового биттера.                                                                  | стир & стрейн.                                                               |
|             | «Стингер»                                | англ. Stinger                                             | Коктейль-дижестив на основе коньяка и светлого мятного ликёра crème de menthe.                                                                                             | стир & стрейн.                                                               |
|             | «Старая площадь»                         | фр. Vieux Carrè                                           | Коктейль на основе ржаного виски, коньяка и сладкого вермута |                                                                              |
|             | «Хэнки-Пэнки»                            | англ. Hanky Panky                                         | Разновидность Мартини, отличительной особенностью которого является Fernet-Branca, горький итальянский дижестив.                                                           |                                                                              |

### Современная классика[73]
| Изображение | Название               | Оригинальное название             | Описание | Метод приготовления                                                  |
| ----------- | ---------------------- | --------------------------------- | --- | -------------------------------------------------------------------- |
|             | «Белли́ни»              | итал. Bellini                     | Газированный коктейль на основе игристого вина и персикового пюре, изобретён в Венеции (Италия).                                                                                               | билд.                                                                |
|             | «Веспер»               | англ. Vesper                      | Коктейль-аперитив на основе джина, водки и светлого французского аперитивного вина Кина Лилле.                                                                                                 | шейк & стрейн.                                                       |
|             | «Восходящее солнце»    | англ. Tequila Sunrise             | Коктейль лонг дринк на основе текилы, гренадина и апельсинового сока. | билд со льдом.                                                       |
|             | «Золотая мечта»        | англ. Golden dream                | Коктейль-дижестив (десертный) на основе итальянского ликёра Galliano (крепостью до 30 об%), который прекрасно смешивается с другими напитками и крепкого (40 об%) французского ликёра Куантро. | шейк & стрейн.                                                       |
|             | «Зомби»                | англ. Zombie                      | Тики-коктейль, включающий в себя мякоть фруктов. | бленд или шейк & стрейн.                                             |
|             | «Кайпири́нья»           | порт. Caipirinha                  | Бразильский алкогольный коктейль на весь день на основе кашасы, лайма, льда и тростникового сахара.                                                                                            | билд & мадл.                                                         |
|             | «Кир»                  | фр. Kir                           | Коктейль-аперитив на основе белого сухого вина и чёрносмородинового ликёра Creme de Cassis, изобретён в Бургундии (Франция).                                                                   | билд.                                                                |
|             | «Космополитен»         | англ. Cosmopolitan cocktail       | Коктейль на весь день на основе водки, ликёра трипл-сек, лимонного и клюквенного сока. | шейк & стрейн.                                                       |
|             | «Кофе по-ирландски»    | ирл. Caife Gaelach                | Горячий кофейный напиток, который относят в категорию коктейлей со сливками, на основе Ирландского виски, чёрного кофе, взбитых сливок и коричневого сахара.                                   | билд.                                                                |
|             | «Кровавая Мэри»        | англ. Bloody Mary                 | Коктейль лонг дринк на основе водки, томатного сока, лимонного сока, специй и других добавок.                                                                                                  | стир & стрейн.                                                       |
|             | «Куба либре»           | исп. Cuba Libre, «Свободная Куба» | Коктейль лонг дринк на основе рома и кока-колы. | билд со льдом. Считается одним из самых популярных коктейлей в мире. |
|             | «Кузнечик»             | англ. Grasshopper                 | Коктейль со сливками, подаваемый в качестве дижестива, на основе шоколадного и мятного (crème de menthe) — зелёного цвета ликёра и взбитых сливок.                                             | шейк & стрейн.                                                       |
|             | «Лонг-Айленд айс ти»   | англ. Long Island Iced Tea        | Коктейль лонг дринк на основе водки, джина, текилы и рома. Кроме того, в состав обычно входит ликёр трипл сек (либо Куантро), кока-кола (или холодный чай) и так далее.                        | билд со льдом.                                                       |
|             | «Лошадиная шея»        | англ. Horse's Neck                | Коктейль лонг дринк на основе коньяка или бренди, имбирного эля (или лимонада) и биттера «Ангостура».                                                                                          | билд со льдом.                                                       |
|             | «Май Тай»              | англ. Mai Tai                     | Коктейль лонг дринк на основе рома, апельсинового ликёра, миндального сиропа и сока лайма. | шейк.                                                                |
|             | «Маргарита»            | исп. Margarita                    | Коктейль на весь день на основе текилы, ликёра трипл сек (либо Куантро), с добавлением сока лайма или лимона.                                                                                  | шейк & стрейн.                                                       |
|             | «Мимоза»               | англ. Mimosa                      | Газированный коктейль на основе шампанского и апельсинового сока. | билд.                                                                |
|             | «Морской бриз»         | англ. Sea Breeze                  | Коктейль лонг дринк на основе водки, грейпфрутового и клюквенного сока. | билд со льдом.                                                       |
|             | «Московский мул»       | англ. Moscow Mule                 | Коктейль лонг дринк на основе водки, имбирного эля, и сока лайма. | билд.                                                                |
|             | «Мохито»               | исп. Mojito                       | Коктейль лонг дринк на основе светлого рома и листьев мяты. | мадл, билд со льдом фраппе.                                          |
|             | «Мятный джулеп»        | англ. Mint julep                  | Коктейль лонг дринк на основе бурбона (или другого крепкого спиртного напитка), воды, дроблёного льда и свежей мяты.                                                                           | билд со льдом.                                                       |
|             | «Оживитель трупов № 2» | англ. Corpse Reviver #2           | Крепкий коктейль, использовавшийся для снятия похмелья. | шейк & стрейн.                                                       |
|             | «Пина колада»          | исп. Piña colada                  | Коктейль лонг дринк на основе светлого рома, с добавлением кокосового молока и ананасового сока.                                                                                               | шейк, в стакан со льдом.                                             |
|             | «Писко сауэр»          | исп. Pisco sour                   | Сауэр коктейль на основе писко - перуанской разновидности бренди. | шейк & стрейн.                                                       |
|             | «Секс на пляже»        | англ. Sex on the beach            | Коктейль лонг дринк на основе водки, персикового ликёра, апельсинового и клюквенного сока. | билд со льдом.                                                       |
|             | «Сингапурский слинг»   | англ. Singapore Sling             | Коктейль лонг дринк на основе джина, трёх ликёров: вишнёвого, апельсинового (Трипл Сека) и «Бенедиктина», гренадина, ананасового и лимонного сока с добавлением биттера «Ангостура».           | шейк & стрейн.                                                       |
|             | «Французский связной»  | англ. French Connection           | Коктейль-дижестив (десертный) на основе коньяка и ликёра Амаретто. | билд со льдом.                                                       |
|             | «Французский 75»       | англ. French 75                   | Газированный коктейль на основе джина, шампанского и лимонного сока. | шейк & стрейн (кроме шампанского).                                   |
|             | «Хемингуэй спешл»      | исп. Hemingway Especial           | Коктейль на весь день на основе светлого рома, ликёра Мараскино, грейпрфрутого сока и сока лайма.                                                                                              | шейк & стрейн.                                                       |
|             | «Чёрный русский»       | англ. Black Russian               | Коктейль-дижестив (десертный) на основе водки и кофейного ликёра. | билд со льдом.                                                       |
|             | «Шампань»              | англ. Champagne cocktail          | Газированный коктейль на основе шампанского, бренди и биттера «Ангостура». | билд.                                                                |

### Напитки новой эры[136]
| № | Изображение             | Название                   | Оригинальное название | Описание | Метод приготовления |
| - | ----------------------- | -------------------------- | --- | --- | ------------------- |
|   | «Барракуда»             | англ. Barracuda            | Газированный коктейль на основе рома, ликёра Galliano, игристого вина, ананасового сока и сока лайма.                                                                              | шейк & стрейн (кроме игристого).                                                                                       |                     |
|   | «Бумажный самолёт»      | англ. Paper plane          | Современная вариация на тему коктейля "Последнее слово", использующая Апероль и ликёр Amaro Nonino.                                                                                | шейк & стрейн |                     |
|   | «Высший сорт»           | англ. Bee's Knees          | Коктейль времен сухого закона с джином, лимонным соком и медом. | стир & стрейн. Название Bee's Knees – сленговое выражение того времени, означающее что-то превосходное или выдающееся. |                     |
|   | «Ежевика»               | англ. Bramble              | Коктейль на весь день на основе джина, ежевичного ликёра, лимонного сока и сахарного сиропа.                                                                                       | билд. |                     |
|   | «Жёлтая птичка»         | англ. Yellow bird          | Коктейль на весь день на основе белого рома, ликёров Galliano и Triple Sec и сока лайма.                                                                                           | шейк & стрейн. |                     |
|   | «Канчанчара»            | исп. Canchanchara          | Кубинский коктейль с мёдом, использующий в качестве алкоголя агуардьенте(первая дистилляция сахарного тростника).                                                                  | стир |                     |
|   | «Маргарита Томми»       | англ. Tommy's Margarita    | Коктейль на весь день на основе текилы, свежевыжатого сока лайма и нектара агавы.                                                                                                  | шейк & стрейн. |                     |
|   | «Мартини капля лимона»  | англ. Lemon drop martini   | Коктейль на весь день на основе водки и ликёра Трипл сек. | шейк & стрейн. |                     |
|   | «Нелегальный»           | англ. Illegal              | Коктейль на основе мескаля, похожий на Хеммингуэй Спешл. | шейк & стрейн |                     |
|   | «Нью-Йорк сауэр»        | англ. New York Sour        | Вариация классического "виски сауэр" с добавлением красного вина. | шейк & стрейн (кроме вина)                                                                                             |                     |
|   | «Палома»                | англ. Paloma               | Мексиканский коктейль на основе текилы и грейпфрутового сока. | шейк & стрейн |                     |
|   | «Пенициллин»            | англ. Penicillin           | Крепкий классический коктейль с пряным вкусом и запоминающимся имбирном ароматом, в составе которого используется односолодовый скотч. шейк & стрейн (кроме односолодового скотча) | |                     |
|   | «Русский весенний пунш» | англ. Russian spring punch | Газированный коктейль на основе водки, ликёра Creme de Cassis, игристого вина, лимонного сока и сахарного сиропа.                                                                  | шейк (кроме игристого вина).                                                                                           |                     |
|   | «Спайси фифти»          | англ. Spicy Fifty          | Современный коктейль, придуманный для лондонского бара Fifty. | шейк & стрейн |                     |
|   | «Спритц»                | итал. Spritz               | Газированный коктейль на основе игристого вина, биттера Апероль и содовой воды. | билд. |                     |
|   | «Старый кубинец»        | англ. Old Cuban            | Газированный коктейль на основе игристого вина, рома и мяты. | шейк (кроме игристого вина).                                                                                           |                     |
|   | «Страдающий ублюдок»    | англ. Suffering Bastard    | Освежающий лонг-дринк, созданный как средство от похмелья. | шейк (кроме имбирного эля)                                                                                             |                     |
|   | «Типперери»             | англ. Tipperary            | Коктейль на основе ирландского виски, красного вермута и ликёра "зелёный Шартрез".                                                                                                 | стир & стрейн |                     |
|   | «Тринидадский сауэр»    | англ. Trinidad Sour        | Коктейль, главным ингредиентом которого является биттер Angostura. | шейк & стрейн |                     |
|   | «Тьма и буря»           | англ. Dark 'N' Stormy      | Коктейль лонг дринк на основе тёмного рома, имбирного пива. | билд со льдом. |                     |
|   | «Фернадито»             | итал. Fernandito           | Коктейль лонг-дринк аргентинского происхождения, состоящий из итальянского ликера Fernet-Branca и колы.                                                                            | билд со льдом |                     |
|   | «Французский мартини»   | англ. French Martini       | Коктейль-аперитив на основе водки, малинового ликёра и ананасового сока. | стир & стрейн. |                     |
|   | «Эспрессо мартини»      | англ. Espresso Martini     | Коктейль-дижестив на основе водки, кофейного ликёра, кофе эспрессо и сахарного сиропа.                                                                                             | шейк & стрейн. |                     |
|   | «Naked and famous»      | англ. Naked and Famous     | Коктейль на основе мескаля, шартреза и апероля. | шейк & стрейн |                     |
|   | «VE.N.TO»               | англ. VE.N.TO              | Коктейль на основе граппы, мёда и ромашкового настоя. | шейк & стрейн |                     |

## Международный конкурс коктейлей IBA
Международный конкурс коктейля (WCC/WFC) проводится ежегодно в стране, избранной советом IBA. В ходе Всемирного конкурса коктейлей, по версии IBA, выделяют следующие категории:
- Флейринг (англ. Flairtending),
- Аперитив (англ. Aperitif),
- Дижестив (англ. Digestive),
- Искромётный коктейль (англ. Sparkling Cocktail),
- Причудливый коктейль (англ. Fancy Cocktail),
- Лонг дринк (англ. Long drink).

## Классификация
При смешивании коктейлей используют следующие методы приготовления: билд (англ. build — строить) или билд со льдом, мадлинг (англ. muddling — давить), стир (англ. stir — помешивание), стрейн (англ. strain — фильтрация), шейк (англ. shake — встряхивать).
| Методы приготовления коктейлей IBA | Методы приготовления коктейлей IBA |
| ---------------------------------- | --- |
| Билд (англ. build)                 | Американо • Б-52 • Беллини • Булевардье • Венецианский спритц • Восходящее солнце • Джон Коллинз • Ежевика • Кайпиринья • Кир • Кофе по-ирландски • Куба либре • Лонг-Айленд айс ти • Лошадиная шея • Мимоза • Морской бриз • Московский мул • Мохито • Мятный джулеп • Негрони • Олд фешен • Отвёртка • Писко сауэр • Ржавый гвоздь • Секс на пляже • Тьма и буря • Французский связной • Харви Волбенгер • Чёрный русский • Шампань                                                                                                 |
| Стир (англ. stir)                  | Дерби • Грязный мартини • Крёстная мать • Крёстный отец • Кровавая Мэри • Манхэттен • Мартини • Роза • Сазерак • Смокинг • Стингер • Французский мартини |
| Шейк (англ. shake)                 | Авиация • Александр • Бакарди • Барракуда • Белая леди • Бренди Александр • Вампиро • Веспер • Виски сауэр • Гланды обезьянки • Дайкири • Джин-физ • Жёлтая птичка • Золотая мечта • Казино • Клевер Клуб • Космополитен • Кузнечик • Лицо ангела • Май Тай • Маргарита • Маргарита Томми • Мартини капля лимона • Между простынями • Мэри Пикфорд • Парадис • Пина колада • Плантаторский пунш • Порто-флип • Рамоз Физ • Русский весенний пунш • Сайдкар • Сингапурский слинг • Французский 75 • Хемингуэй спешл • Эспрессо мартини |

По основному напитку различают коктейли:

### С бренди или коньяком
| - Бренди Александр - Лицо ангела - Лошадиная шея - Между простынями | - Писко сауэр - Порто-флип - Сазерак | - Сайдкар - Стингер - Французский связной - Шампань |

### С вермутом
| - Американо - Булевардье - Грязный мартини | - Манхэттен - Мартини - Негрони | - Роза - Смокинг |

### С вином
| - Барракуда - Беллини - Венецианский спритц | - Веспер - Кир - Мимоза | - Русский весенний пунш - Французский 75 - Шампань |

### С виски
| - Бульвардье - Виски сауэр - Кофе по-ирландски | - Крёстный отец - Манхэттен - Мятный джулеп | - Олд фешен - Ржавый гвоздь |

### С водкой
| - Веспер - Грязный мартини - Космополитен - Крёстная мать - Кровавая Мэри | - Лонг-Айленд айс ти - Мартини капля лимона - Морской бриз - Московский мул - Отвёртка | - Русский весенний пунш - Секс на пляже - Французский мартини - Харви Волбенгер - Чёрный русский - Эспрессо мартини |

### С джином
| - Авиация - Веспер - Гланды обезьянки - Дерби - Джин-физ - Джон Коллинз | - Ежевика - Казино - Клевер Клуб - Лицо ангела - Лонг-Айленд айс ти - Мартини | - Негрони - Парадис - Рамоз Физ - Сингапурский слинг - Смокинг - Французский 75 |

### С ликёром
| - Авиация - Б-52 - Барракуда - Бренди Александр - Ежевика - Жёлтая птичка - Казино - Кир - Космополитен - Крёстная мать | - Крёстный отец - Кузнечик - Лонг-Айленд айс ти - Май Тай - Маргарита - Мартини капля лимона - Между простынями - Мэри Пикфорд - Парадис - Роза - Русский весенний пунш | - Сайдкар - Секс на пляже - Сингапурский слинг - Смокинг - Стингер - Французский мартини - Французский связной - Харви Волбенгер - Хемингуэй спешл - Чёрный русский - Эспрессо мартини |

### С пивом или элем
| - Лошадиная шея | - Московский мул | - Тьма и буря |

### С ромом
| - Бакарди - Барракуда - Дайкири - Жёлтая птичка - Куба либре | - Лонг-Айленд айс ти - Май Тай - Между простынями - Мохито | - Мэри Пикфорд - Пина колада - Плантаторский пунш - Тьма и буря - Хемингуэй спешл |

### С текилой
| - Вампиро - Восходящее солнце | - Лонг-Айленд айс ти | - Маргарита - Маргарита Томми |